# Matti Ijäs
Matti Ijäs (ˈmɑtːi ˈʔijæs; nascut el 25 de febrer de 1950 a Hèlsinki) és un director de cinema i guionista finlandès. Les seves obres per a televisió i cinema es caracteritzen per personatges excèntrics, situacions incòmodes, un humor càlid i inèdit i un diàleg enginyós. Els seus temes recurrents inclouen el naixement i la mort i altres inicis i finals. Sovint escrivint, coescrivint o adaptant els seus propis guions, se'l considera un dels pocs veritables auteurs del cinema finlandès al costat d'Aki Kaurismäki.
Matti Ijäs va créixer a Töölö, Hèlsinki. La seva mare treballava com a arquitecta i el seu pare era director de construcció de les Forces de Defensa finlandeses. Ijäs va estudiar periodisme a la Universitat de Tampere però mai es va graduar després d'aconseguir una feina a Yleisradio, la companyia finlandesa de radiodifusió, fent programes de televisió infantil al seu estudi regional de Turku. Abraçant idees marxistes com molts artistes finlandesos i persones dels mitjans de comunicació a la dècada de 1970, Ijäs va fer documentals per a nens sobre temes com els refugiats de Xile a Finlàndia i el moviment internacional per la pau. El seu primer treball important va ser Läskilinssi, una minisèrie de 1976 sobre un nen que s'enfronta a l'assetjament a causa del seu aspecte. Molts dels seus curtmetratges per a nens van ser premiats al Festival de Cinema de Tampere.
El primer exercici d'Ijäs en la realització de llargmetratges va ser coescriure la coproducció finlandesa-hongaresa Vámmentes házasság (1980), dirigida per János Zsombolyai , i el drama juvenil de Mikko Niskanen Ajolähtö (1982). Després d'aquests, Ijäs es va convertir en escriptor i director del canal TV1 d'Yle, fent drames de comèdia de televisió molt individuals com Viimeinen keikka (1984), Painija (1985), i Katsastus (1988).
Les seves primeres pel·lícules estrenades a les salesforen Koomikko (1983), Räpsy ja Dolly eli Pariisi odottaa (1990) i Pilkkuja ja pikkuhousuja (1992). Tornant als temes de coming-of-age] dels anys televisius dels seus fills, va fer Sokkotanssi (1999) i Haaveiden kehä (2002).
Alternant el treball de televisió i cinema, Ijäs ha continuat sent un director prolífic. A més dels nens i els joves, els seus personatges principals solen incloure persones de mitjana edat i gent gran, com en les pel·lícules de televisió Pala valkoista marmoria (1998), Lahja (1997), Aita (2001) i Tuulikaappimaa (2003).
L'any 2000, Matti Ijäs va rebre el premi estatal finlandès de cinema.El 2002 va rebre la Medalla Pro Finlandia per l'Orde del Lleó de Finlàndia.

## Filmografia
| Any  | Pel·lícula                        | Director | Guionista | Notes                                                                                 |
| ---- | --------------------------------- | -------- | --------- | ------------------------------------------------------------------------------------- |
| 1980 | Tullivapaa avioliitto             | No       | Sí        |                                                                                       |
| 1982 | Ajolähtö                          | No       | Sí        |                                                                                       |
| 1982 | Toto                              | No       | Sí        | escrit amb el pseudònim Tuovi Mäkipää-Hakola.                                         |
| 1983 | Koomikko                          | Sí       | Sí        |                                                                                       |
| 1990 | Räpsy & Dolly eli Pariisi odottaa | Sí       | Sí        |                                                                                       |
| 1992 | Pilkkuja ja pikkuhousuja          | Sí       | Sí        |                                                                                       |
| 1999 | Sokkotanssi                       | Sí       | Sí        | Premis Jussi 2000: Millor guió: Matti Ijäs. Premi Humanismin käsi (2000): Matti Ijäs. |
| 2002 | Haaveiden kehä                    | Sí       | Sí        | Premi de Cinema Anjalankoski (2003): Matti Ijäs.                                      |
| 2013 | Kaikella rakkaudella              | Sí       | Sí        |                                                                                       |